# Liste der Straßen und Plätze in Radebeul-Wahnsdorf
Die Liste der Straßen und Plätze in Radebeul-Wahnsdorf ist ein Auszug aus der Liste der Straßen und Plätze in Radebeul, ergänzt um die jeweiligen Koordinaten sowie um Fotos. Sie gibt eine Übersicht über die Straßen und Plätze im Stadtteil Wahnsdorf der sächsischen Stadt Radebeul. Angeführt werden neben den Namen auch die Stadtteile, durch die die Straßen auch noch verlaufen, das Jahr der letzten Namenswidmung, der Namensgeber sowie ihre ehemaligen Namen. Darüber hinaus sind die in den zugehörigen Straßen liegenden, denkmalgeschützten Bauwerke bzw. Sehenswürdigkeiten wie auch die dort liegenden, mit einem Radebeuler Bauherrenpreis ausgezeichneten Gebäude mit ihren Hausnummern aufgeführt, dazu Anmerkungen sowie ehemalige Bewohner dieser Straße.

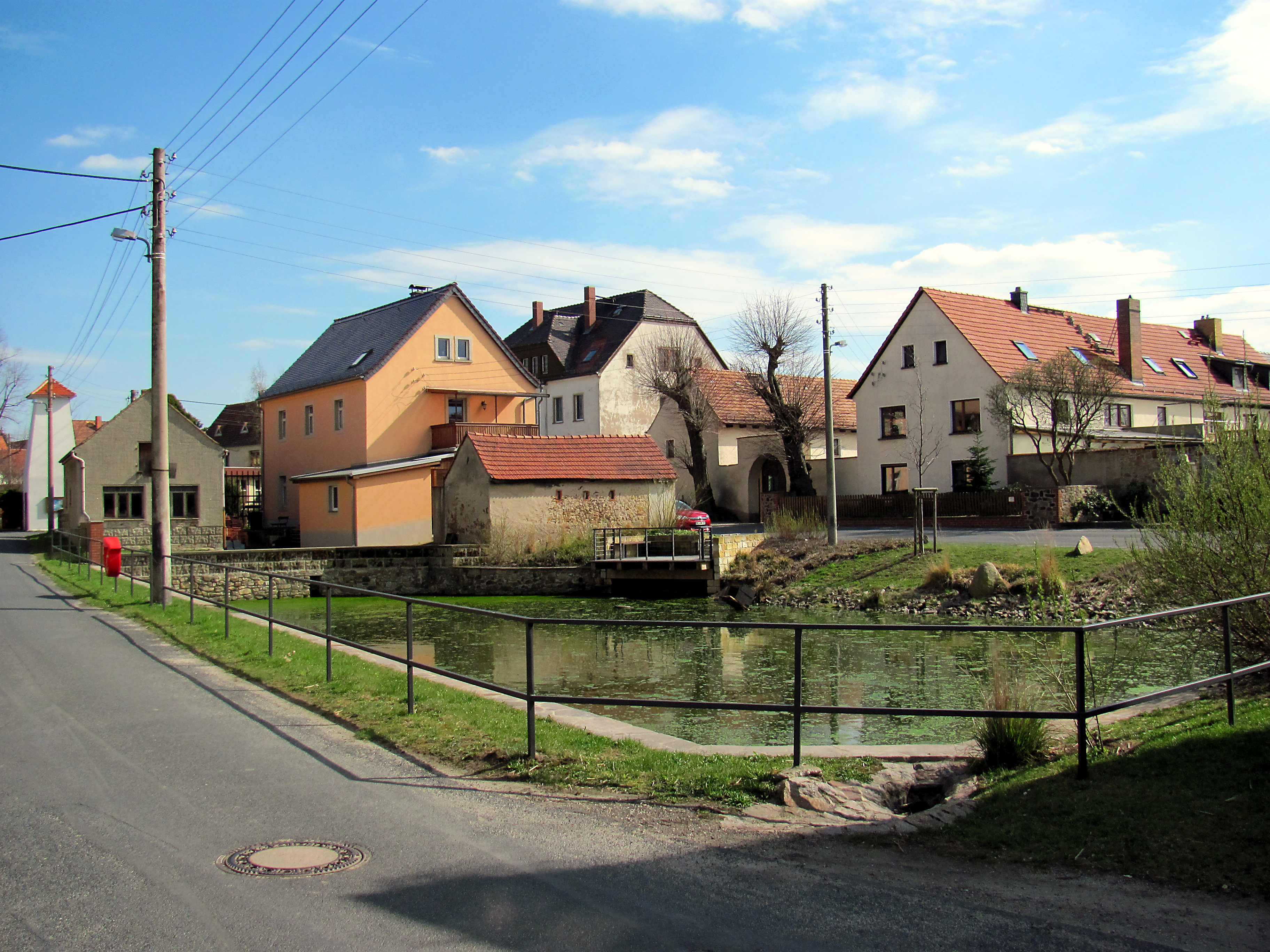
Der Altwahnsdorfer Teich mit der ehemaligen Dorfschule (orange)

## Legende
Die in der Tabelle verwendeten Spalten listen die im Folgenden erläuterten Informationen auf:
- Straßen-/ Platzname: Bezeichnung der einzelnen Straßen und Plätze.

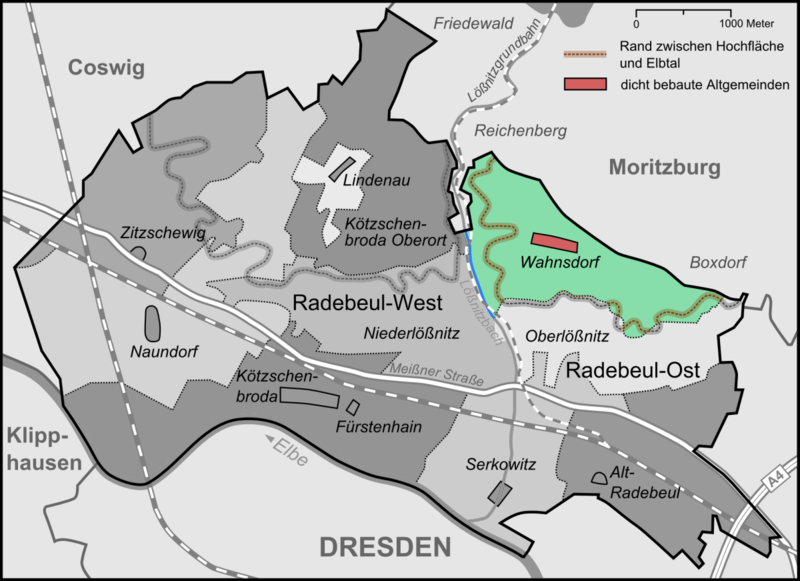
Übersicht über die Lage der Radebeuler Stadtteile

- Weitere Stadtteile: Radebeuler Stadtteile, durch die die Straße ebenfalls führt.
  - FUE: Fürstenhain (Straßenliste)
  - KOE: Kötzschenbroda (Straßenliste)
  - KOO: Kötzschenbroda-Oberort (Straßenliste)
  - LIN: Lindenau (Straßenliste)
  - NAU: Naundorf (Straßenliste)
  - NDL: Niederlößnitz (Straßenliste)
  - OBL: Oberlößnitz (Straßenliste)
  - RAD: Alt-Radebeul (Straßenliste)
  - SER: Serkowitz (Straßenliste)
  - WAH: Wahnsdorf
  - ZIT: Zitzschewig (Straßenliste)
- Widmung: Datum der Namenswidmung.
- Namensgeber: Namensgeber der letztmaligen Namenswidmung.
- Alte Namen: Vorherige Namen der Straßen und Plätze.
- Denkmale. Sehenswürdigkeiten. Bauherrenpreise: Hausnummern der in dieser Straße liegenden Denkmale, Kulturdenkmale, Sehenswürdigkeiten oder Bauherrenpreise. (Nummern in Klammer geben die Grundstücksnummer bei namentlich genannten Denkmalen oder Sehenswürdigkeiten an.)
- Bemerkung. Bewohner: Nähere Erläuterung sowie ehemalige Bewohner dieser Straße.
- Bild: Foto der Straße oder des Platzes.

## Straßen- und Platzverzeichnis
| Straßen- / Platzname         | Weitere Stadtteile | Widmung                | Namensgeber                 | Alte Namen                                                                       | Denkmale. Sehenswürdigkeiten. Bauherrenpreise                               | Bemerkung. Bewohner | Bild |
| ---------------------------- | ------------------ | ---------------------- | --------------------------- | -------------------------------------------------------------------------------- | --------------------------------------------------------------------------- | --- | --- |
| Altwahnsdorf (Lage)          |                    | 1934                   | Wahnsdorf                   | Hauptstraße                                                                      | Albertstein, Kriegerdenkmal, Triangulationspfeiler (12), 42, 44, 63, 66, 86 | Errichter der Wetterwarte: Paul Schreiber | Dorfstraße Altwahnsdorf, Südseite vom Anger aus                                                                                       |
| Am Dammberg (Lage)           |                    | 1939, 1999 (offiziell) |                             |                                                                                  |                                                                             | | Am Dammberg nach Süden |
| An der Wetterwarte (Lage)    |                    | 1995                   | Wetterwarte Wahnsdorf       |                                                                                  |                                                                             | Die ehemalige Wetterwarte, heute Staatliche Betriebsgesellschaft für Umwelt und Landwirtschaft im SMUL, liegt Altwahnsdorf 12                                                                              | An der Wetterwarte nach Norden |
| An der Wilhelmshöhe (Lage)   |                    | 1922                   | Gaststätte Wilhelmshöhe     |                                                                                  | 3, 10                                                                       | | An der Wilhelmshöhe nach Norden |
| Anton-Günther-Straße (Lage)  |                    | 1940                   | Anton Günther               |                                                                                  |                                                                             | | Anton-Günther-Straße nach Norden |
| Bodenweg (Lage)              |                    | 1936                   |                             |                                                                                  | Zugang zur Cikkurat (OBL), 39b (OBL)                                        | nach altem Flurnamen (1780 Vorwerkfelder „am Boden“) | Bodenweg am Straken, Blick nach Nordwesten                                                                                            |
| Boxdorfer Straße (Lage)      |                    | 1936                   | Boxdorf                     |                                                                                  |                                                                             | | Boxdorfer Straße nach Osten |
| Dorfgrund (Lage)             |                    | 1893                   | Dorfgrund                   |                                                                                  |                                                                             | Nebental des Lößnitzgrunds. Gleichnamige Wegebezeichnung der spätestens im frühen 19. Jh. belegten Verbindung zwischen Wahnsdorf und der Grundmühle. Im Grund fließt der Wahnsdorfer Bach (rechts im Foto) | Dorfgrund zwischen Altwahnsdorf und dem Lößnitzgrund, rechts der Wahnsdorfer Bach                                                     |
| Dr.-Rudolf-Friedrichs-Straße | NDL, KOE           | 1947                   | Rudolf Friedrichs           | Lange Straße, 1934–45 Langemarkstraße                                            |                                                                             | | Dr.-Rudolf-Friedrichs-Straße nach Westen                                                                                              |
| Gartenweg (Lage)             |                    | 1922                   |                             |                                                                                  |                                                                             | | Gartenweg nach Westen |
| Graue-Presse-Weg (Lage)      |                    | 1935                   | Graue Presse                |                                                                                  | 16, 54, 60, 62                                                              | benannt nach der Grauen Presse im ehemaligen, anliegenden Weingut Graue Presse. Dessen Weinpresse steht heute in der Hoflößnitz. Richard Seifert, Otto Baer                                                | Graue-Presse-Weg nach Osten |
| Haußigstraße (Lage)          |                    | 1922                   | Max Haußig                  |                                                                                  | 3                                                                           | nach dem Reichsbahnoberdirektor Max Haußig (1868–1938), der als Erster an der 1899 angelegten Straße ein Haus errichtete                                                                                   | Haußigstraße nach Süden |
| Hohlweg (Lage)               | OBL                | 1897                   |                             |                                                                                  |                                                                             | alter Weinbergsweg | Hohlweg, Teilstück in Wahnsdorf, Blick nach Osten zum Straken                                                                         |
| Langenwiesenweg (Lage)       |                    | 1922                   |                             |                                                                                  |                                                                             | nach einem alten Flurnamen | Langenwiesenweg nach Westen |
| Lößnitzgrundstraße (Lage)    | OBL, KOO           | 1935                   | Lößnitzgrund                | 1898 Grundstraße, 1912 Bachstraße                                                | 37, 41, 43, 46/48, 47, 49, 81                                               | Elektrizitätswerk Niederlößnitz | Blick vom Todhübel auf die Lößnitzgrundstraße mit Bahnhof Lößnitzgrund und Meierei zeigt die Höhenmeter, die der Dorfgrund überwindet |
| Pfeifferweg (Lage)           |                    | 1934                   | Berggasthaus „Zum Pfeiffer“ |                                                                                  | 51                                                                          | | Pfeifferweg |
| Reichenberger Straße (Lage)  |                    | 1957                   | Reichenberg                 |                                                                                  |                                                                             | entlang des alten Kommunikationswegs von Wahnsdorf nach Reichenberg | Reichenberger Straße nach Süden |
| Rieselgrundweg (Lage)        |                    | ca. 1900               | Rieselgrund                 |                                                                                  |                                                                             | Ein steiler, teilweise abgetreppter Aufstieg führt zum Berggasthaus „Zum Pfeiffer“ | Rieselgrund mit Bachlauf gleich oberhalb der Lößnitzgrundstraße                                                                       |
| Rodung (Lage)                |                    | 1936                   |                             |                                                                                  |                                                                             | | Rodung nach Norden |
| Schulstraße (Lage)           |                    | 1935                   | Volksschule Wahnsdorf       |                                                                                  |                                                                             | | Schulstraße nach Süden |
| Spitzhausstraße (Lage)       | OBL                | 1935                   | Spitzhaus                   | um 1900 Kammstraße, 1908 Panoramastraße, 1933–34 Adolf-Hitler-Straße             |                                                                             | | Spitzhausstraße, Wahnsdorfer Teilstück, Blick nach Norden                                                                             |
| Straken (Lage)               | OBL                | 1935                   |                             | 16. Jh. Straken (strakken, strokken), Ende 19. Jh. Strakenweg bzw. Strakenstraße |                                                                             | historischer Verbindungsweg von Radebeul über Wahnsdorf nach Reichenberg. Beidseits finden sich die Quellfassungen und Rinnen des Strakener Quellsystems.                                                  | Straken, Wahnsdorfer Teilstück, Blick nach Norden                                                                                     |